# Zopherosis georgii
Zopherosis georgii is een keversoort uit de familie somberkevers (Zopheridae). De wetenschappelijke naam van de soort werd in 1859 gepubliceerd door Adam White.